# Japans Grand Prix 1993
Japans Grand Prix 1993 var det femtonde av 16 lopp ingående i formel 1-VM 1993.

## Resultat
1. Ayrton Senna, McLaren-Ford, 10 poäng
2. Alain Prost, Williams-Renault, 6
3. Mika Häkkinen, McLaren-Ford, 4
4. Damon Hill, Williams-Renault, 3
5. Rubens Barrichello, Jordan-Hart, 2
6. Eddie Irvine, Jordan-Hart, 1
7. Mark Blundell, Ligier-Renault
8. JJ Lehto, Sauber
9. Martin Brundle, Ligier-Renault
10. Pierluigi Martini, Minardi-Ford
11. Johnny Herbert, Lotus-Ford
12. Toshio Suzuki, Larrousse-Lamborghini
13. Pedro Lamy, Lotus-Ford (varv 49, snurrade av)
14. Derek Warwick, Footwork-Mugen Honda (48, kollision)

### Förare som bröt loppet
- Riccardo Patrese, Benetton-Ford (varv 45, snurrade av)
- Gerhard Berger, Ferrari (40, motor)
- Aguri Suzuki, Footwork-Mugen Honda (28, snurrade av)
- Jean-Marc Gounon, Minardi-Ford (26, drog sig tillbaka)
- Ukyo Katayama, Tyrrell-Yamaha (26, motor)
- Karl Wendlinger, Sauber (25, motor)
- Erik Comas, Larrousse-Lamborghini (17, motor)
- Michael Schumacher, Benetton-Ford (10, kollision)
- Jean Alesi, Ferrari (7, motor)
- Andrea de Cesaris, Tyrrell-Yamaha (0, kollision)